# Antonius Abtkerk (Enter)
De Heilige Antonius Abtkerk is een rooms-katholieke kerk in de plaats Enter in de Overijsselse gemeente Wierden.
Rond het jaar 1400 stond er al een kapel in Enter, die was gewijd aan de heilige Antonius Abt. De kapel werd verwoest tijdens de Tachtigjarige Oorlog en niet meer herbouwd. De katholieken maakten gebruik van schuilkerken, tot aan het einde van de 18e eeuw de katholieke eredienst weer werd toegestaan. In 1819 werd een nieuwe kerk gebouwd aan de Dorpsstraat in Enter. Dit was een waterstaatskerk, die in 1851 werd vergroot, maar in de jaren 1910-1920 was het gebouw weer te klein.
In 1926-1927 werd een nieuwe kerk gebouwd. Architect Clemens Hardeman was verantwoordelijk voor het ontwerp van de kerk. Hij ontwierp een driebeukige kruiskerk in neogotische stijl, met een hoge toren aan de westgevel. De kerk werd op 27 april 1927 plechtig ingewijd door aartsbisschop Van de Wetering. 
Het huidige orgel is in 1959 gebouwd. De kruiswegstaties uit 1850 zijn afkomstig uit de oude kerk. In 1966 werd het priesterkoor vernieuwd in het kader van de nieuwe liturgische inzichten na het Tweede Vaticaans Concilie. 
De kerk was in 2023 in gebruik bij de Sint-Marcellinusparochie. Het kerkgebouw is een gemeentelijk monument.